# 黄载禄
黄载禄（1937年—），男，湖南宁乡人，中国通信专家，中国通信学会会士，曾任华中科技大学教授、博士生导师。